# Contea di Llano
La contea di Llano in inglese Llano County è una contea dello Stato del Texas, negli Stati Uniti. La popolazione al censimento del 2010 era di 19 301 abitanti. Il capoluogo di contea è Llano, Il nome della contea deriva dal fiume Llano (Llano significa "piana" in spagnolo).

## Geografia fisica
| Anno | Popolazione | ±%     |
| ---- | ----------- | ------ |
| 1860 | 1,101       | Note:  |
| 1870 | 1,379       | 25.2%  |
| 1880 | 4,962       | 259.8% |
| 1890 | 6,772       | 36.5%  |
| 1900 | 7,301       | 7.8%   |
| 1910 | 6,520       | −10.7% |
| 1920 | 5,360       | −17.8% |
| 1930 | 5,538       | 3.3%   |
| 1940 | 5,996       | 8.3%   |
| 1950 | 5,377       | −10.3% |
| 1960 | 5,240       | −2.5%  |
| 1970 | 6,979       | 33.2%  |
| 1980 | 10,144      | 45.4%  |
| 1990 | 11,631      | 14.7%  |
| 2000 | 17,044      | 46.5%  |
| 2010 | 19,301      | 13.2%  |

Secondo l'Ufficio del censimento degli Stati Uniti d'America la contea ha un'area totale di 966 miglia quadrate (2500 km²), di cui 934 miglia quadrate (2420 km²) sono terra, mentre 32 miglia quadrate (83 km², corrispondenti al 3,3% del territorio) sono costituiti dall'acqua.

### Strade principali
- State Highway 16
- State Highway 29
- State Highway 71
- State Highway 261

### Contee adiacenti
- San Saba County (nord)
- Burnet County (est)
- Blanco County (sud-est)
- Gillespie County (sud)
- Mason County (ovest)